# Nathan Davis
Nathan Tate Davis (15 de fevereiro de 1937 – 9 de abril de 2018) foi um músico norte-americano (clarinete, saxofone tenor, flauta), do jazz moderno. Nascido em Kansas City, Kansas, Davis é provavelmente mais conhecido por seu trabalho com Eric Dolphy, Kenny Clarke, Ray Charles, Slide Hampton e Art Blakey.
Nathan viajou extensivamente pela Europa depois da guerra e mudou-se para Paris, em 1962. Ele possui um doutorado em Etnomusicologia pela Universidade Wesleyan e foi professor de música e diretor de estudos de jazz da Universidade de Pittsburgh desde 1969, um programa acadêmico que ele ajudou a iniciar. Ele também é fundador e diretor da University of Pittsburgh Annual Jazz Seminar and Concert, o primeiro evento de jazz acadêmico de seu tipo no país. Também ajudou a fundar a universidade de William Robinson Recording Studio, bem como estabelecer a Academy of Jazz Hall of Fame, localizado na escola de William Pitt Union e a University of Pittsburgh-Sonny Rollins International Jazz Archives. Davis, que se aposentou em 2013 como diretor do Jazz Studies Program at Pitt, agora tem estatuto de professor da universidade. Davis também atuou como editor da International Jazz Archives Journal. Uma das associações musicais mais conhecidas de Davis estava se dirigindo a Paris Reunion Band (1985-1989), que em momentos diferentes incluíu Nat Adderley, Kenny Drew, Johnny Griffin, Slide Hampton, Joe Henderson, Idris Muhammad, Dizzy Reece, Woody Shaw e Jimmy Woode. Davis também fez turnês e gravou com o conjunto de post-bop, levando as raízes que ele formou em 1991. Davis também compôs várias peças, incluindo uma ópera de 2004, intitulada "Just Above My Head".